# توريبيو مارتينيز كابريرا
توريبيو مارتينيز كابريرا (بالإسبانية: Toribio Martínez Cabrera) هو عسكري إسباني، ولد في 13 أبريل 1874 في Andiñuela de Somoza ‏ في إسبانيا، وتوفي في 23 يونيو 1939 في بطرنة في إسبانيا بسبب إعدام رميا بالرصاص.